# Eulimnadia cylindrova
Eulimnadia cylindrova är en kräftdjursart som beskrevs av Denton Belk 1989. Eulimnadia cylindrova ingår i släktet Eulimnadia och familjen Limnadiidae. Inga underarter finns listade i Catalogue of Life.